# Порт Протекшн
Порт Протекшн (англ. Port Protection) (тли. Kél) — статистически обособленная местность в зоне переписи населения Принс-оф-Уэльс — Хайдер, штат Аляска, США. Население по переписи 2020 года по сравнению с 2010 годом сократилось с 48 до 36 человек.

## География
По данным Бюро переписи населения США, площадь местности составляет 10.12 км² из которых 9,61 км² суши и 0.52 км² (2.61 %) воды.

## История
В 1975 году, Порт Протекшн и Пойнт Бейкер попали в национальные новости после того как было принято решение по историческому иску Зиеске против Бутца. Инициировали иск Алан Штейн и представители Ассоциации Пойнт Бейкер, в которой состояло около 30 рыбаков из общин Порт Протекшн и Пойнт Бейкер. Иск был подан жителями Пойнт Бейкер Чарльзом Зиеске, Аланом Штейном и Хербом Зиеске против Лесной Службы США для предотвращения вырубки леса. Вёл и выносил решение по делу судья федерального округа Аляска Джеймс вон дер Хейдт. 24 декабря 1975 года вон дер Хейдт издал судебный запрет на рубку в северной части острова Принца Уэльского от Красного залива до залива Колдер. Иск предотвратил вырубку 1,600 км² леса в северной оконечности острова. Конгресс отменил судебный запрет, приняв {{нп5| Закон о национальном управлении лесами| Закон о национальном управлении лесами  |en| National Forest Management Act} в 1976 году.
в 1989 году, Порт Протекшн и Пойнт Бейкер вновь оказались в новостях, после того как жители двух поселений подали иск, названный Штейн против Бартона, чтобы создать буферные полосы на всех лососевых ручьях Тонгасса и защитить водораздел залива Салмон. В Законе о реформе лесоматериалов Тонгасса В 1990 года лоббисты экологической группы в Вашингтоне пошли на компромисс с сенатором Тедом Стивенсом и добились защиты только части водораздела Залива Салмон. Лес, окружавший важный поток лосося, был продан. Этот закон также защищал все потоки лосося в Тонгассе с помощью 30-метровых буферных полос во время лесозаготовительных работ.
Жители Порт Протекшн стали участниками документального многосерийного фильма  National Geographic Channel "Жизнь у полярного круга: Порт Протекшн"  и его спин-оффа "Непокорный остров".

## Население
Порт Протекшн впервые появился в переписи 1990 года, как статистически обособленная местность.
В переписи 2000 года на местности проживало 63 человека, 12 семей и было 31 домохозяйств. Плотность населения составляла 5.4 чел на км². На территории находилось 52 дома при средней плотности в 4.5 дома на км². По  расовому составу на территории проживало 87.30% белых американцев, 1.59% Азиатов, and 11.11% представителей двух или более рас. Испанцы или Латиносы любой расы составили 4.76%.
Из 31 домохозяйства в 22,6% проживали дети до 18 лет, в 32,3% проживали женатые пары, в 12,9% жили женщины без мужей и 51,6% жили люди без семей. В 48,4% жил только один человек и 12,9% из них были 65 лет или старше. Одно домашнее хозяйство принадлежало мэру Биллу МакНеффу. Средний размер домохозяйства был 2,03 человека и средний размер семьи был 2,80 человека.
Доля населения до 18 лет составляет 23,8%, от 18 до 24 лет- 6,3, от 25 до 44- 31,7, от 45 до 64- 28,6%, старше 65- 9,5%. Средний возраст 42 года. На каждые 100 женщин приходится 152,6 мужчин. На каждые 100 женщин старше 18 лет приходится 152 мужчины.
Медианный доход домохозяйств 10,938$, медианный доход семей 41,250$. Медианный доход мужчин 0$ против 51,250$ у женщин. Доход на душу населения на территории составляет 12,058$. 44,4% семей и 57,5% населения территории живут за чертой бедности, включая 73,3% детей до 18 лет и 60% людей старше 64 лет.